# EFAF Cup 2011
L'EFAF Cup 2011 è stata la decima edizione del secondo torneo europeo per importanza per club di football americano.
Ha avuto inizio il 9 aprile e si è conclusa il 2 luglio con la finale di Londra vinta per 29-7 dai britannici London Blitz sui serbi Kragujevac Wild Boars.
Al torneo hanno preso parte 11 squadre.

## Squadre partecipanti
| Club                           | Città               | Stadio                     | Sponsor ufficiale | Risultato nella stagione 2010                                  |
| ------------------------------ | ------------------- | -------------------------- | ----------------- | -------------------------------------------------------------- |
| Amsterdam Crusaders            | Amsterdam           |                            |                   | Campioni dei Paesi Bassi                                       |
| Black Panthers de Thonon       | Thonon-les-Bains    | Stade Joseph-Moynat        |                   | Semifinalisti del campionato francese; fase a gironi della EFL |
| Cineplexx Blue Devils          | Hohenems            |                            |                   | Semifinalisti del campionato svizzero                          |
| Cougars de Saint-Ouen-l'Aumône | Saint-Ouen-l'Aumône |                            |                   | Semifinalisti del campionato francese                          |
| Coventry Jets                  | Coventry            |                            |                   | Vicecampioni di Gran Bretagna                                  |
| Kragujevac Wild Boars          | Kragujevac          |                            |                   | Campioni SAFS                                                  |
| London Blitz                   | Londra              |                            |                   | Campioni di Gran Bretagna                                      |
| Prague Black Hawks             | Praga               |                            |                   | Vicecampioni della Repubblica Ceca                             |
| Rhinos Milano                  | Milano              | Velodromo Maspes-Vigorelli |                   | Quinto posto in IFL                                            |
| Søllerød Gold Diggers          | Rudersdal           | Rundforbi Stadion          |                   | Campioni di Danimarca                                          |
| Valencia Firebats              | Valencia            |                            |                   | Vececampioni di Spagna; quarti di finale EFL                   |

## Stagione regolare

### Calendario

#### 1ª giornata
| Nærum 9 aprile 2011, ore 15:00 | Søllerød Gold Diggers | 40 – 16 | Cougars de Saint-Ouen-l'Aumône | Rundforbi Stadion |

| Londra 9 aprile 2011, ore 15:00 | London Blitz | 68 – 6 | Amsterdam Crusaders | Finsbury Park |

| Thonon-les-Bains 9 aprile 2011, ore 18:00 | Black Panthers de Thonon | 13 – 16 (7-7 6-7 0-2 0-0) | Prague Black Hawks | Stade Joseph-Moynat |

| Hohenems 10 aprile 2011, ore 14:00 | Cineplexx Blue Devils | 7 – 51 | Kragujevac Wild Boars | Stadion Herrenried |

#### 2ª giornata
| Valencia 23 aprile 2011, ore 17:00 | Valencia Firebats | 0 – 20 | London Blitz | Jardí del Túria |

| Saint-Ouen-l'Aumône 23 aprile 2011, ore 18:00 | Cougars de Saint-Ouen-l'Aumône | 81 – 7 (28-0 17-0 21-0 15-7) | Coventry Jets | Parc des Sports |

| Praga 24 aprile 2011, ore 14:00 | Prague Black Hawks | 48 – 51 (15-12 13-28 14-8 6-3) | Rhinos Milano | Atletický Stadion Slavia |

#### 3ª giornata
| Milano 7 maggio 2011, ore 18:00 | Rhinos Milano | 18 – 28 (0-6 0-6 10-0 8-16) | Black Panthers de Thonon | Velodromo Maspes-Vigorelli |

| Coventry 7 maggio 2011, ore 18:00 | Coventry Jets | 0 – 90 (0-30 0-36 0-17 0-7) | Søllerød Gold Diggers | Butts Park Arena |

#### 4ª giornata
| Amsterdam 14 maggio 2011, ore 15:00 | Amsterdam Crusaders | 27 – 19 (7-13 7-0 6-6 7-0) | Valencia Firebats | Sportpark Sloten |

### Classifiche
Le classifiche dopo la stagione regolare sono le seguenti:
- PCT = percentuale di vittorie, G = partite giocate, V = partite vinte, P = partite perse, PF = punti fatti, PS = punti subiti
- La qualificazione ai playoff è indicata in verde

#### Gruppo A
| Pos. | Squadra                  | %V   | G | V | P | PF | PS |
| ---- | ------------------------ | ---- | - | - | - | -- | -- |
| 1    | Black Panthers de Thonon | .500 | 2 | 1 | 1 | 41 | 34 |
| 2    | Rhinos Milano            | .500 | 2 | 1 | 1 | 69 | 76 |
| 3    | Prague Black Hawks       | .500 | 2 | 1 | 1 | 64 | 64 |

#### Gruppo B
| Pos. | Squadra               | %V    | G | V | P | PF | PS |
| ---- | --------------------- | ----- | - | - | - | -- | -- |
| 1    | Kragujevac Wild Boars | 1.000 | 1 | 1 | 0 | 51 | 7  |
| 2    | Cineplexx Blue Devils | .000  | 1 | 0 | 1 | 7  | 51 |

#### Gruppo C
| Pos. | Squadra                        | %V    | G | V | P | PF  | PS  |
| ---- | ------------------------------ | ----- | - | - | - | --- | --- |
| 1    | Søllerød Gold Diggers          | 1.000 | 2 | 2 | 0 | 130 | 16  |
| 2    | Cougars de Saint-Ouen-l'Aumône | .500  | 2 | 1 | 1 | 97  | 47  |
| 3    | Coventry Jets                  | .000  | 2 | 0 | 2 | 7   | 171 |

#### Gruppo D
| Pos. | Squadra             | %V    | G | V | P | PF | PS |
| ---- | ------------------- | ----- | - | - | - | -- | -- |
| 1    | London Blitz        | 1.000 | 2 | 2 | 0 | 88 | 6  |
| 2    | Amsterdam Crusaders | .500  | 2 | 1 | 1 | 33 | 87 |
| 3    | Valencia Firebats   | .000  | 2 | 0 | 2 | 19 | 47 |

## Play-off

### Tabellone
|  | Semifinale | Semifinale               | Semifinale |              |    | EFAF Cup X            | EFAF Cup X | EFAF Cup X |  |
|  |            |                          |            |              |    |                       |            |            |  |
|  | 1A         | Black Panthers de Thonon | 22         |              |    |                       |            |            |  |
|  | 1A         | Black Panthers de Thonon | 22         |              |    |                       |            |            |  |
|  | 1B         | Kragujevac Wild Boars    | 35         |              |    |                       |            |            |  |
|  | 1B         | Kragujevac Wild Boars    | 35         |              | 1B | Kragujevac Wild Boars | 7          |            |  |
|  |            |                          |            |              | 1B | Kragujevac Wild Boars | 7          |            |  |
|  |            |                          | 1D         | London Blitz | 29 |                       |            |            |  |
|  | 1D         | London Blitz             | 1D         | London Blitz | 29 | 23                    |            |            |  |
|  | 1D         | London Blitz             |            |              |    |                       |            |            |  |
|  | 1C         | Søllerød Gold Diggers    | 7          |              |    |                       |            |            |  |

### Semifinali
| Thonon-les-Bains 28 maggio 2011, ore 18:00 | Black Panthers de Thonon | 22 – 35 (6-13 0-15 0-0 16-7) | Kragujevac Wild Boars | Stade Joseph-Moynat |

| Londra 4 giugno 2011, ore 15:00 | London Blitz | 23 – 7 (0-7 9-0 7-0 7-0) | Søllerød Gold Diggers | Finsbury Park |

### Finale
| Londra 2 luglio 2011, ore 15:00 | London Blitz | 29 – 7 (20-7 3-0 0-0 6-0) | Kragujevac Wild Boars | Finsbury Park |